# Krimpenerwaard (streek)
De Krimpenerwaard is een gebied dat wordt omsloten door de Hollandse IJssel, de Lek en de Vlist. 'Krimp' betekent rivierbocht, en een 'waard' is een geheel door rivieren omgeven stuk land. Er zijn meerdere polders in het gebied. Ten oosten ligt de Lopikerwaard, ten westen de Zuidplaspolder. Het gebied dat nu Krimpenerwaard heet, wordt voor het eerst in documenten vermeld in 944.
Er is kans op verwarring over de oostelijke grens van de streek, aangezien de gemeente Krimpenerwaard uitstrekt tot over de Vlist, waardoor polders ten oosten van de Vlist, in de Krimpenerwaard (gemeente) vallen.
Sinds de opening van de Algerabrug over de Hollandse IJssel in 1958 is de Krimpenerwaard een populair woongebied voor mensen die in de Rijnmond werken. Tussen Krimpen aan de Lek en het aan de overzijde van de Lek gelegen Kinderdijk bestaat al sinds ten minste 1358 een veerverbinding. Ook vaart er een fietspontje tussen Gouderak en Moordrecht.
Dorpen en steden in de Krimpenerwaard zijn Krimpen aan den IJssel, Schoonhoven, Bergambacht, Stolwijk, Ammerstol, Haastrecht, Berkenwoude, Lekkerkerk, Krimpen aan de Lek, Vlist, Gouderak en Ouderkerk aan den IJssel. Sinds 1 januari 2015 valt bijna de hele streek (uitgezonderd de gemeente Krimpen aan den IJssel en het gebied rond Stolwijkersluis, dat bij de gemeente Gouda behoort) onder de gemeente Krimpenerwaard.
Na samenvoegen met het waterschap van het Schieland op 1 januari 2005, is het waterschap onderdeel van het hoogheemraadschap van Schieland en de Krimpenerwaard.

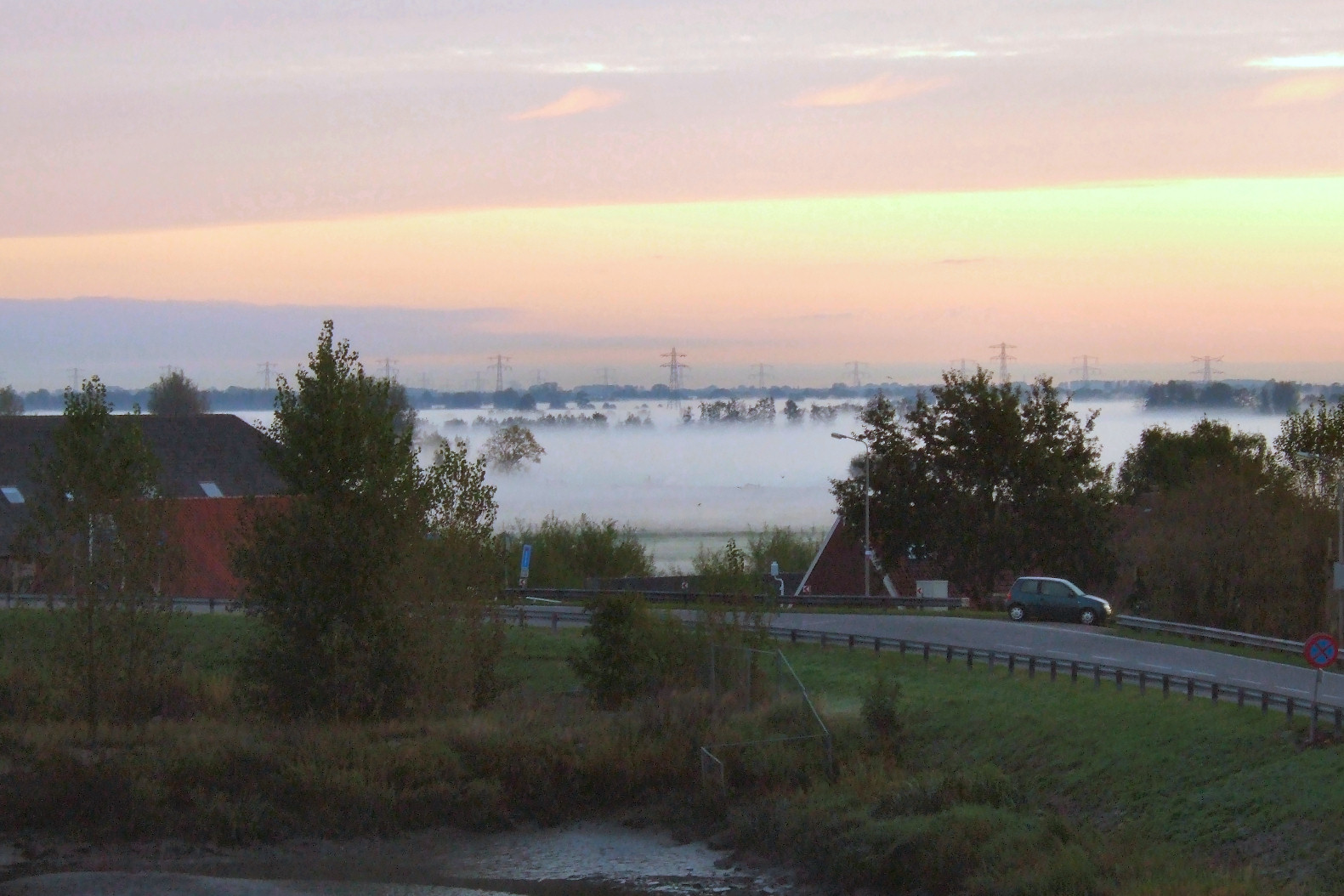
Landschap in oktober